# Exposició Universal de Londres de 1862
L' Exposició Universal de Londres (1862) es va celebrar a partir de l'1 de maig i fins a l'1 de novembre de 1862, al tocar dels jardins de la Reial Societat d'Horticultura a Londres, Anglaterra amb el tema "Indústria i Art".

## Dades
- Superfície: 15,2 hectàrees.
- Països participants: 39.
- Visitants: 6.096.617.
- Cost de l'exposició: 2.294.210 $